# Herrarnas linjelopp i landsvägscykling vid olympiska sommarspelen 1988
Herrarnas linjelopp i landsvägscykling vid olympiska sommarspelen 1988 ägde rum den 27 september 1988 i Seoul, Sydkorea.

## Medaljörer
| Event               | Guld                    | Silver                   | Brons                       |
| Herrarnas linjelopp | Olaf Ludwig Östtyskland | Bernd Gröne Västtyskland | Christian Henn Västtyskland |

## Resultat
| Placering | Cyklist                        | Tid     |
| --------- | ------------------------------ | ------- |
|           | Olaf Ludwig (GDR)              | 4:32:22 |
|           | Bernd Gröne (FRG)              | 4:32:25 |
|           | Christian Henn (FRG)           | 4:32:46 |
| 4         | Bob Mionske (USA)              | –       |
| 5         | Djamolidine Abdoujaparov (URS) | –       |
| 6         | Edward Salas (AUS)             | –       |
| 7         | Roberto Pelliconi (ITA)        | –       |
| 8         | Graeme Miller (NZL)            | –       |
| 9         | Emili Pérez (AND)              | –       |
| 10        | Jozef Regec (TCH)              | –       |
| 11        | Jan Mattheus (BEL)             | –       |
| 12        | Hung Chung Yam (HKG)           | –       |
| 13        | Atle Pedersen (NOR)            | –       |
| 14        | Remig Stumpf (FRG)             | 4:32:56 |
| 15        | Michel Zanoli (NED)            | –       |
| 16        | Fabrizio Bontempi (ITA)        | –       |
| 17        | Zdzislaw Wrona (POL)           | –       |
| 18        | Neil Hoban (GBR)               | –       |
| 19        | Johnny Dauwe (BEL)             | –       |
| 20        | Cassio Freitas (BRA)           | –       |
| 21        | Park Hyun-Kon (KOR)            | –       |
| 22        | Mario Traxl (AUT)              | –       |
| 23        | Uwe Raab (GDR)                 | –       |
| 24        | Jean-François Laffillée (FRA)  | –       |
| 25        | Mitsuhiro Suzuki (JPN)         | –       |
| 26        | Marcel Stäuble (SUI)           | –       |
| 27        | Erik Johan Sæbø (NOR)          | –       |
| 28        | Jacek Bodyk (POL)              | –       |
| 29        | Yvan Waddell (CAN)             | –       |
| 30        | Rajko Zubrić (YUG)             | –       |
| 31        | Juan Arias (COL)               | –       |
| 32        | Mico Brković (YUG)             | –       |
| 33        | Brian Walton (CAN)             | –       |
| 34        | Hans Lienhart (AUT)            | –       |
| 35        | Daniel Steiger (SUI)           | –       |
| 36        | Paul Curran (GBR)              | –       |
| 37        | Jari Lähde (FIN)               | –       |
| 38        | Rob Harmeling (NED)            | –       |
| 39        | Mohamed Mir (ALG)              | –       |
| 40        | Gianluca Bortolami (ITA)       | –       |
| 41        | Dietmar Hauer (AUT)            | –       |
| 42        | Tom Cordes (NED)               | –       |
| 43        | Michel Lafis (SWE)             | –       |
| 44        | Tang Xuezhong (CHN)            | –       |
| 45        | Cormac McCann (IRL)            | –       |
| 46        | José Asconegui (URU)           | –       |
| 47        | Ludik Štyks (TCH)              | –       |
| 48        | Nelson Rodríguez (COL)         | –       |
| 49        | John McQuaid (IRL)             | –       |
| 50        | Leung Hung Tak (HKG)           | –       |
| 51        | Assyat Saytov (URS)            | –       |
| 52        | Eduardo Manrique (ESP)         | –       |
| 53        | Liu Hong (CHN)                 | –       |
| 54        | Peter Hermann (LIE)            | –       |
| 55        | Chow Tat Ming (HKG)            | –       |
| 56        | Iraj Amir-Akhori (IRI)         | –       |
| 57        | Anders Jarl (SWE)              | –       |
| 58        | Perry Merren (CAY)             | –       |
| 59        | Xavier Pérez (AND)             | –       |
| 60        | Rikho Suun (URS)               | –       |
| 61        | Luboš Lom (TCH)                | –       |
| 62        | Mark Gornall (GBR)             | –       |
| 63        | Wanderley Azevedo (BRA)        | –       |
| 64        | Realdo Jessurun (SUR)          | –       |
| 65        | Scott McKinley (USA)           | –       |
| 66        | Marcos Mazzaron (BRA)          | –       |
| 67        | Rodrigo Ramírez (COL)          | –       |
| 68        | Geir Dahlen (NOR)              | –       |
| 69        | Craig Schommer (USA)           | –       |
| 70        | Claude Carlin (FRA)            | –       |
| 71        | Tommy Nielsen (DEN)            | –       |
| 72        | Kyoshi Miura (JPN)             | –       |
| 73        | Gervais Rioux (CAN)            | –       |
| 74        | Peter Meinert Nielsen (DEN)    | –       |
| 75        | Brian Fowler (NZL)             | –       |
| 76        | Alcides Echeverri (URU)        | –       |
| 77        | Luis Rosendo Ramos (MEX)       | –       |
| 78        | Valter Bonča (YUG)             | –       |
| 79        | Felice Puttini (SUI)           | –       |
| 80        | Gonzalo Aguíar (ESP)           | –       |
| 81        | Paul McCormack (IRL)           | –       |
| 82        | Uwe Ampler (GDR)               | –       |
| 83        | Leonardo Sierra (VEN)          | –       |
| 84        | Andrés Torres (GUA)            | –       |
| 85        | Lee Jin-Ok (KOR)               | –       |
| 86        | Oscar Aquino (GUA)             | –       |
| 87        | Roul Fahlin (SWE)              | –       |
| 88        | Frank Francken (BEL)           | –       |
| 89        | Iván Alemany (ESP)             | –       |
| 90        | Shin Dae-Chul (KOR)            | 4:34:13 |
| 91        | Laurent Bezault (FRA)          | 4:35:19 |
| 91        | Murugayan Kumaresan (MAS)      | 4:35:45 |
| 92        | Siamak Safarzadeh (IRI)        | 4:42:47 |
| 93        | Héctor Pérez (MEX)             | –       |
| 94        | Yoshihiro Tsumuraya (JPN)      | –       |
| 95        | Sebti Benzine (ALG)            | 4:43:15 |
| 96        | Raymond Thomas (JAM)           | –       |
| 97        | Mobange Amisi (CGO)            | –       |
| 98        | Pierre Gouws (ZIM)             | 4:43:28 |
| 100       | Víctor Lechuga (GUA)           | 4:44:37 |
| 101       | Sultan Khalifa (UAE)           | –       |
| 102       | Richard Pascal (CAY)           | 4:44:56 |
| 103       | Domingo Villanueva (PHI)       | 4:45:20 |
| 104       | Kimpale Mosengo (CGO)          | –       |
| 105       | Gary Mandy (ZIM)               | 4:45:50 |
| 106       | Stéphane Operto (MON)          | 4:46:42 |
| 107       | Arthur Tenn (JAM)              | 4:48:06 |
| 108       | Andrzej Mierzejewski (POL)     | –       |
| 109       | Dyton Chimwaza (MAW)           | 4:52:43 |

### Avslutade inte loppet
| Australien - Scott Steward - Stephen Fairless Belize - Michael Lewis - Earl Theus - Fitzgerald Joseph Caymanöarna - Michele Smith Kina - Cai Yingquan Kongo-Brazzaville - Ndjibu N'Golomingi Guyana - Byron James | Iran - Mohammad Reza Bajoul Libanon - Hratch Zadourian Libyen - Abdel Hamed El-Hadi - Abdullah Badri - Georges Honein Liechtenstein - Patrick Matt Malawi - Amadu Yusufu - George Nayeja Mexiko - Gabriel Cano Nya Zeeland - Wayne Morgan | Filippinerna - Norberto Oconer Sierra Leone - Frank Williams Kinesiska Taipei - Hsu Jui-Te Förenade Arabemiraten - Khalifa Bin Omair - Issa Mohamed Venezuela - Enrique Campos - Ali Parra Vietnam - Chau Hyunh |